# Waikiki Ouest
Waikiki Ouest (One West Waikiki) est une série télévisée américaine en 20 épisodes de 44 minutes, créée par Glen A. Larson et diffusée entre le 4 août et le 8 septembre 1994 sur le réseau CBS et entre le 15 octobre 1995 et le 25 mai 1996 en syndication.
En France, la série a été diffusée à partir du 30 septembre 1995 sur France 2. Rediffusion sur RTL9. En Belgique, elle a été diffusée sur AB3 puis sur La Une.

## Synopsis
Médecin légiste à Los Angeles, Dawn Holliday (incarnée par Cheryl Ladd, une ex Drôles de dames) passe ses vacances sur l'ïle de Waikiki où un corps sans vie a été retrouvé.
La police fait appel à Dawn car il n'y a plus de médecin légiste et la charge d'examiner le corps. Elle découvre qu'il s'agit d'un meurtre et décide de mener son enquête malgré les mises en garde du détective Mack Wolfe.

## Distribution
- Richard Burgi (VF : Daniel Shenmetzler) : Détective Mack Wolfe
- Cheryl Ladd (VF : Céline Monsarrat) : Dawn « Holli » Holliday
- Paul Gleason : Capitaine Dave Herzog

## Épisodes

### Première saison (1994)
1. Trafic de filles [1/2] (Til Death Do Us Part [1/2])
2. Trafic de filles [2/2] (Til Death Do Us Part [2/2])
3. Abus de pouvoir (Vanishing Act)
4. Embarquement pour la mort (Terminal Island)
5. Modèles à tuer (A Model for Murder)
6. La Veuve noire (Along Came a Spider)
7. Meurtre en musique (Scales of Justice)

### Deuxième saison (1995-1996)
1. Les Fleurs du mal (Flowers of Evil)
2. État d'ivresse (Holliday on Ice)
3. Le Crâne révélateur (Manpower)
4. Les Cinq Magnifiques (Unhappily Ever After)
5. Les morts ne mentent jamais (The Dead Don't Lie)
6. Le Poids du passé (Past Due)
7. Repose en paix (Rest in Peace)
8. Coupable (Guilty)
9. L'Affaire Romanoff (The Romanoff Affair)
10. Le Complot (The South Seas Connection)
11. Un cauchemar de rêve (Kingmare on Night Street)
12. La Bataille des Titans (Battle of the Titans)
13. Allergique au golf (Allergic to Golf)

## Commentaires
Cette série a fait connaître Richard Burgi, héros de The Sentinel.